# Буреева, Владислава Игоревна
Владислава Игоревна Буреева (род. 20 февраля 1989 года, Томск) — российская горнолыжница, пятикратная чемпионка России (2009, 2012, 2013, 2017, 2018), мастер спорта России международного класса (2016). Член сборной России 2008—2018 годов, участница чемпионата мира и Кубков мира, Кубков Европы.

## Биография
Владислава Игоревна Буреева родилась 20 февраля 1989 года в Томске. Вскоре переехала в Южно-Сахалинск, где стала активно заниматься горнолыжным спортом. После окончания средней школы поступила в Российский государственный университет физической культуры, спорта, молодёжи и туризма.

## Карьера
Впервые встала на лыжи в возрасте 12 лет, норматив мастера спорта выполнила в 2005 году.
В 2008 году на чемпионате России по горнолыжному спорту заняла второе место. В том же году вошла в состав сборной команды России.
В 2009 году в слалом-гиганте завоевала первое своё «золото» и удостоилась титула Чемпиона России. В дальнейшем становилась чемпионкой России ещё четыре раза: в 2012, 2013, 207 и 2018 годах.
В 2010 году, выступая в супергиганте на открытом Кубке Северной Америки по горнолыжному спорту в канадской Панораме, заняла пятое место.
С 22 по 24 августа 2012 года в горнолыжном курорте Валле Невадо проходил открытый Чемпионат Чили по горнолыжному спорту, где Владислава Буреева стала бронзовым призером в гигантском слаломе, заняв третье место.
Десять раз была призёром чемпионата России в различных дисциплинах: 5 золотых (2009, 2012, 2013, 2017, 2018), четыре серебряных (2008, 2010, 2013, 2018) и одна бронзовая медали (2015).
Завершила карьеру в 2019 году. После завершения спортивной карьеры перешла на тренерскую работу. В 2018—2019 годах — тренер сборной Сахалинской области.
В 2019—2020 годах — тренер региональной команды в Новой Зеландии.
С 2020 года — лектор Национальной лиги инструкторов (НЛИ), руководитель направления по концепции UPS в НЛИ.